# Leopold Friedrich von Reichenbach
Leopold Friedrich von Reichenbach (geb. 4. August 1745 in Berlin; gest. 9. September 1831 in Freienwalde) war ein preußischer Landrat und Autor.

## Leben und Herkunft
Sein Vater Benjamin Friedrich von Reichenbach (1697–1750) erhielt im Jahre 1719 die Reichsadelbestätigung. Von 1726 bis 1730 war er Resident bei der preußischen Gesandtschaft in London sowie seit Januar 1730 Regierungsrat in Minden und Präsident des kurmärkischen Konsistoriums und des Französischen Oberkonsistoriums. Seine Mutter war Caroline Henriette († 1748), Tochter des preußischen Justizministers Johann Moritz von Viebahn. Leopold Friedrich erhielt zunächst Hausunterricht, bevor er 1754 eine Realschule in Berlin besucht. Am 13. Oktober 1764 immatrikulierte er sich mit seinem Bruder Viktor Friedrich August Moritz (1742–1831) an der Universität Halle. Die beiden Hauptfächer seines drei Jahre währenden Studium waren Rechtswissenschaften und Philosophie. Im März 1768 bat er um eine Stelle als Referendar beim Kammergericht, die ihm mittels Reskript nach Ablegung der ersten Prüfung im Juni 1768 gewährt wurde. Nach seinem am 17. September 1770 bestandenen Großen Examen bat er im Januar 1771 erfolglos um ein Ratsamt bei der kurmärkischen Kammer. Nach dem Tod des Landrats Carl Christoph August von Pfuel im August 1797 wurde er am 6. September 1797 als dessen Nachfolger im Landkreis Oberbarnim bestätigt. Das Amt als Landrat übte er bis zum Jahr 1810 aus, Nachfolger wurde Friedrich Ludwig von Vernezobre.

## Persönliches
Leopold Friedrich von Reichenbach erwarb um das Jahr 1770 ein Gut bei Oberbarnim. Er war mit Elisabeth Henriette Philippine (1756–1832), Tochter des Generals Georg Lorenz von Kowalski (1717–1796), verheiratet. Ein Sohn aus dieser Ehe war der Leutnant Carl Leopold von Reichenbach (* um 1780).

## Publikationen
- Der schöne Garten : (1788) ; zwei Garten-Lehrgedichte aus der Mark Brandenburg, Verlag: Pückler-Ges, Berlin, 1997. OCLC 832917962
- Neue Obst-Körbe mit den köstlichen neuen Birnen, Aepfeln, Kirschen, Pflaumen, Pfirschen und Aprikosen : befindlich im Reichenbachschen Garten zu Freienwalde an der Oder, durch unentgeltliche Vertheilung von Pfropf-Reisern jedem Freunde der Pomologie zur allgemeinen Verbreitung anempfohlen, Maurer, Berlin, 1824. OCLC 634126305
- Des Landrats Leopold von Reichenbach Märkisches Gartenbüchlein, Deutscher Kunstverlag, Berlin, 1940. OCLC 257851211